# Estrella Genta de Lockhart
Estrella Genta de Lockhart (Montevideo, 1917 - Ib., 21 de noviembre de 1979) fue una poeta, profesora y abogada uruguaya.

## Biografía
Estrella Genta de Lockhart fue una poetisa uruguaya contemporánea que publicó numerosas obras líricas, obteniendo premios por varias de ellas.
Se graduó como abogada en la Facultad de Derecho de la Universidad de la República y realizó estudios pedagógicos en el Instituto de Estudios Superiores, donde se graduó como profesora de literatura. De su pasaje por las aulas se la recuerda como alguien cuyas lecciones «no olvidan quienes tuvieron el privilegio de ser sus alumnas».
Algunas de sus obras son Cantos de la palabra iluminada (1936), Constelación del sueño (1938) y Elegía del tránsito (1944).